# Synagogue de Park East

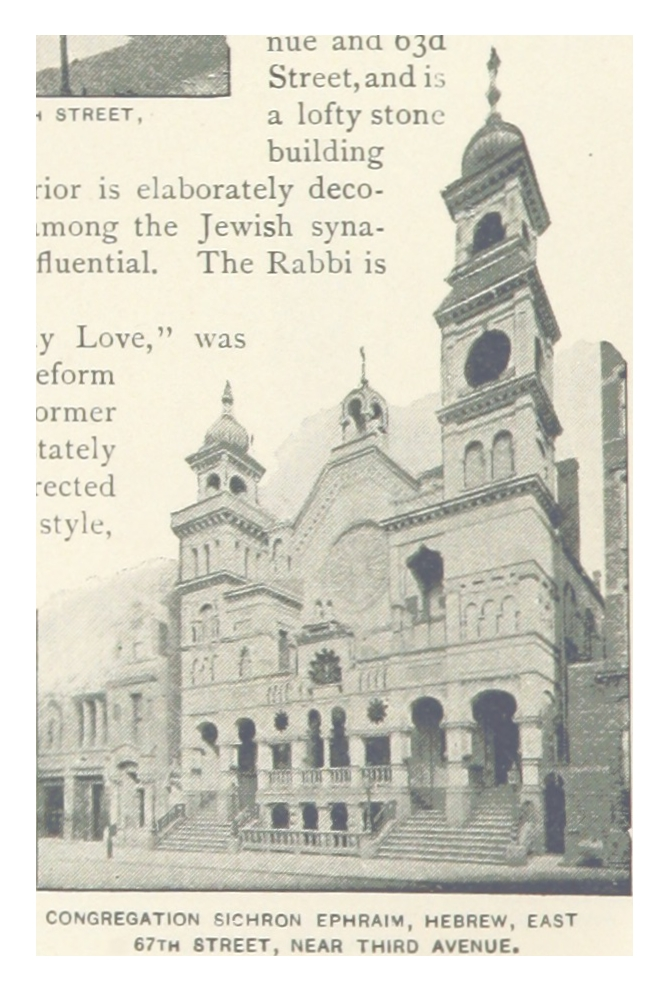
La synagogue en 1893, avec des dômes.

La synagogue de Park East est un édifice religieux situé dans l'Upper East Side de Manhattan, à New York. La communauté se rattache au judaïsme orthodoxe moderne.

## Architecture
Le bâtiment est construit de 1889 à 1890. Les architectes sont Schneider et Herter, qui concepteurs de nombreux immeubles dans le Lower East Side de New York ainsi que dans les quartiers de Hell's Kitchen.
Il est de style néo-mauresque. Sa façade, avec un portail à arcs outrepassées, s'ouvre sur une grande rosace, flanqué de deux tours jumelles asymétriques, la tour de droite étant plus haute. Les tours sont également ornées différemment. Chacune des tours était à l'origine également surmontée d'un dôme bulbeux qui a été depuis  supprimé. C'est l'une des moins de cent synagogues américaines du XIXe siècle qui subsistent. En 1983, le bâtiment est inscrit au registre national des lieux historiques des États-Unis .
Au-dessus de la porte, gravé dans le granit et écrit en hébreu, se trouve un verset du Psaume 100. "Entrez dans ses portes avec action de grâces et dans ses parvis avec louange." 

## Histoire
La congrégation Zichron Ephraim est fondée par le rabbin Bernard Drachman et Jonas Weil pour promouvoir le judaïsme orthodoxe, en alternative au judaïsme réformé populaire dans le quartier de l'Upper East Side.
Rabbi Drachman sert comme chef spirituel pendant cinquante et un ans. Il meurt en 1945. Le rabbin Zev Zahavy est nommé rabbin de la synagogue le 1er septembre 1952. Il est reconnu comme un porte-parole du judaïsme orthodoxe et nombre de ses sermons sont rapportés dans le New York Times. Avec sa femme Edith, une éducatrice réputée, ils fondent une école, la Park East Day School. Le 16 mars 1957, Robert Briscoe, le maire juif de Dublin, portant le talit, a visite et prie à la synagogue le matin du Shabbat.
Depuis 1962, le rabbin de la synagogue est Arthur Schneier. Le rabbin Schneier sert à plein temps la synagogue Park East tout en recevant un salaire de la fondation Appeal of Conscience qu'il a fondée.
Le rabbin Harold Einsidler est l'organisateur spirituel religieux et le directeur de l'école religieuse ; sa femme Toby est le chef de bureau et de la jeunesse. Le chantre en chef de la synagogue est Yitzchak Meir Helfgot et son chantre est Benny Rogosnitzky.
En 2008, à quelques jours de Pessa'h, le pape Benoît XVI visite la synagogue au cours d'une visite à New York. Il s'agit alors de la troisième visite d'un pape dans une synagogue et de la seule visite de ce type États-Unis. Le pape reçoit à cette occasion une boîte de pains azyme - matzoth - et une assiette de Seder en argent,
En 2016, la synagogue fait l'objet d'une couverture médiatique internationale lorsque des membres de la synagogue chahutent et moquent le directeur général de l'ONU, Ban Ki-moon, alors qu'il y prononce un discours en l'honneur de la Journée internationale de commémoration de l'Holocauste. Dans son discours, il a qualifie l'Holocauste de "crime colossal" mais ajoute qu'il est "profondément troublé par les massacres au Soudan du Sud, par la poursuite du carnage en Syrie et par les atrocités infligées par Daech et Boko Haram". Quelques jours auparavant il avait critiqué l'occupation de la Cisjordanie par Israël, et les fidèles étaient en colère contre sa critique d'Israël, affirmant qu'il encourageait le terrorisme. Plus tard, il répétera sa critique d'Israël, ajoutant qu'il n'approuvait en aucune façon le terrorisme.

## Membres notables
- Edwin Schlossberg
- Arthur Schneier